# غريدي وارد
غريدي وارد (بالإنجليزية: Grady Ward)‏ هو لغوي ومهندس أمريكي، ولد في 4 أبريل 1951.